# مرغ بهشت (فیلم ۲۰۰۸)
«مرغ بهشت» (روسی: Райские птицы) یک فیلم است به کارگردانی رومن بالایان که در سال ۲۰۰۸ منتشر شد. از بازیگران آن می‌توان به اکسانا آکینشاینا اشاره کرد.